# Violence dans la vallée
Pour plus de détails, voir Fiche technique et Distribution.
Violence dans la vallée  (The Tall Stranger) est un film américain de western réalisé par Thomas Carr et sorti en 1957.

## Synopsis
Ned Bannon est laissé pour mort par des brigands. Il est retrouvé à temps par un train qui appartient à son demi-frère ; bravant l'animosité de celui-ci, Bannon va essayer d'éviter un massacre.

## Fiche technique
- Titre original : The Tall Stranger
- Titre français : Violence dans la vallée
- Réalisation : Thomas Carr
- Scénario : Christopher Knopf
- Photographie : Wilfred M. Cline
- Musique : Hans J. Salter
- Société de production : Allied Artists Pictures
- Société de distribution : Allied Artists Pictures
- Pays de production :  États-Unis
- Langue originale : anglais
- Format : — 35 mm — 2,35:1 (CinemaScope)
- Procédé :couleur (Technicolor) / noir et blanc —  son Mono (Western Electric Recording)
- Genre : Western
- Durée : 80 min
- Date de sortie : États-Unis : novembre 1957

## Distribution
- Joel McCrea (VF : Jean Martinelli) : Ned Bannon
- Virginia Mayo (VF : Claire Guibert) : Ellen
- Barry Kelley (VF : Serge Nadaud) : Hardy Bishop
- Michael Ansara (VF : Pierre Leproux) : Zarata
- Whit Bissel (VF : Roger Tréville) : Adam Judson
- Ray Teal (VF : Jacques Berlioz) : Cap
- George N. Neise (VF : Marcel Bozzuffi) : Harper
- Philip Phillips : Will
- Robert Foulk (VF : Fernand Rauzena) : Pagones
- Jennifer Lea : Mary
- Guy Prescott : Barrett
- Ralph Reed (VF : Pierre Trabaud) : Murray
- Mauritz Hugo (VF : Jean Berton) : Purcell
- Tom London (VF : Abel Jacquin) : un homme du ranch
- Leo Gordon (VF : Claude Bertrand) : Stark
- George J. Lewis (VF : Paul Faivre) : Chavez
- Adam Kennedy (VF : Jacques Thébault) : Red
- Michael Pate (VF : Jean Violette) : Charley
- Don McGuire : Settler (non crédité)
- Ann Morrison : Mrs Judson (non créditée)
- William Haade : le voleur (non crédité)